# WTA Marco Island 1984
Il WTA Marco Island 1984 è stato un torneo di tennis giocato sulla terra rossa. È stata la 2ª edizione del torneo, che fa del Virginia Slims World Championship Series 1984. Si è giocato a Marco Island negli USA dal 23 al 29 gennaio 1984.

## Campionesse

### Singolare
Bonnie Gadusek ha battuto in finale  Kathleen Horvath con il punteggio di 3–6, 6–0, 6–4

### Doppio
Hana Mandlíková /  Helena Suková hanno battuto in finale  Anne Hobbs /  Andrea Jaeger con il punteggio di 3–6, 6–2, 6–2